# داون بوريل
داون بوريل (بالإنجليزية: Dawn Burrell) هي منافسة ألعاب القوى أمريكية، ولدت في 1 نوفمبر 1973 في فيلادلفيا في الولايات المتحدة.

## وصلات خارجية
- داون بوريل على موقع الاتحاد الدولي لألعاب القوى (الإنجليزية)
- داون بوريل على موقع أوليمبيديا (الإنجليزية)
- داون بوريل على موقع اللجنة الأولمبية والبارالمبية الأمريكية (الإنجليزية)